# Zosterops olivaceus
Zosterops olivaceus — вид воробьиных птиц из семейства белоглазковых (Zosteropidae). Подвидов не выделяют.

## Распространение
Обитают на острове Реюньон.

### Ошибка
Описавший таксон первоначально французский зоолог Бриссон (имена, которые он давал видам, уже были латинскими, но еще не соответствовали биноминальной системе) ошибочно посчитал этих птиц обитающими на Мадагаскаре. Долгое время данная ошибка, воспроизведенная затем Карлом Линнеем, кочевала из одного научного труда в другой.

## Описание
Оперение оливково-зелёное на спине и желтое на заду, серое на животе и чёрное на голове птицы. Глаза окружены кругом белых перьев. Самец и самка неразличимы.

## Охранный статус
МСОП присвоил виду охранный статус LC.